# أكاديمية محمد السادس الدولية لألعاب القوى بإفران
أكاديمية محمد السادس الدولية لألعاب القوى بإفران، هي مركز للتدريب في ألعاب القوى تأسس عام 2009 فمدينة إفران من طرف ملك المغرب محمد السادس بميزانية 88 مليون درهم، على أساس أن يتوفر على أحدث تقنيات التدريب. مساحة الأكاديمية تبلغ أربعة هكتارات.

## المرافق

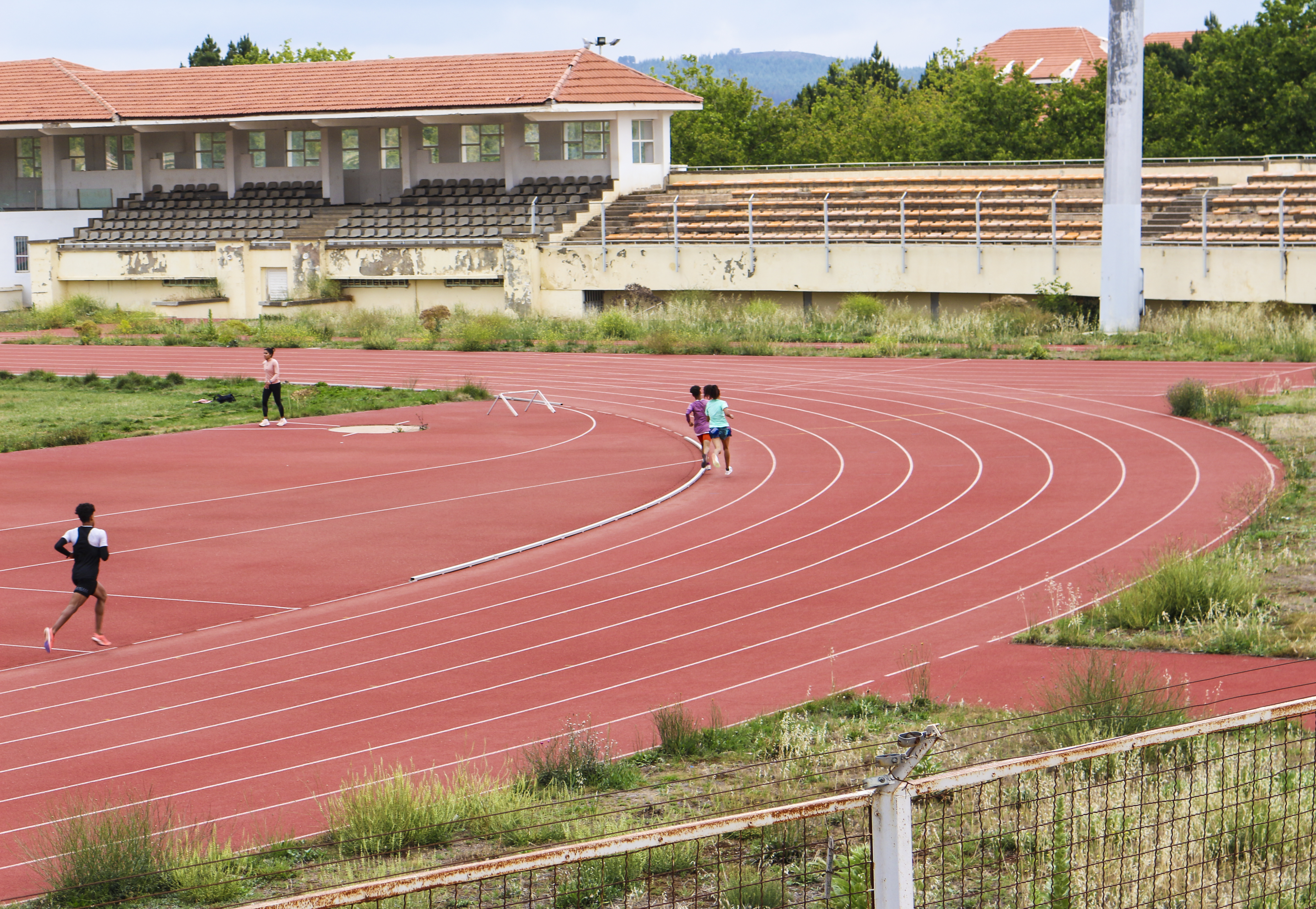
حلبة الأكاديمية

## معرض الصور

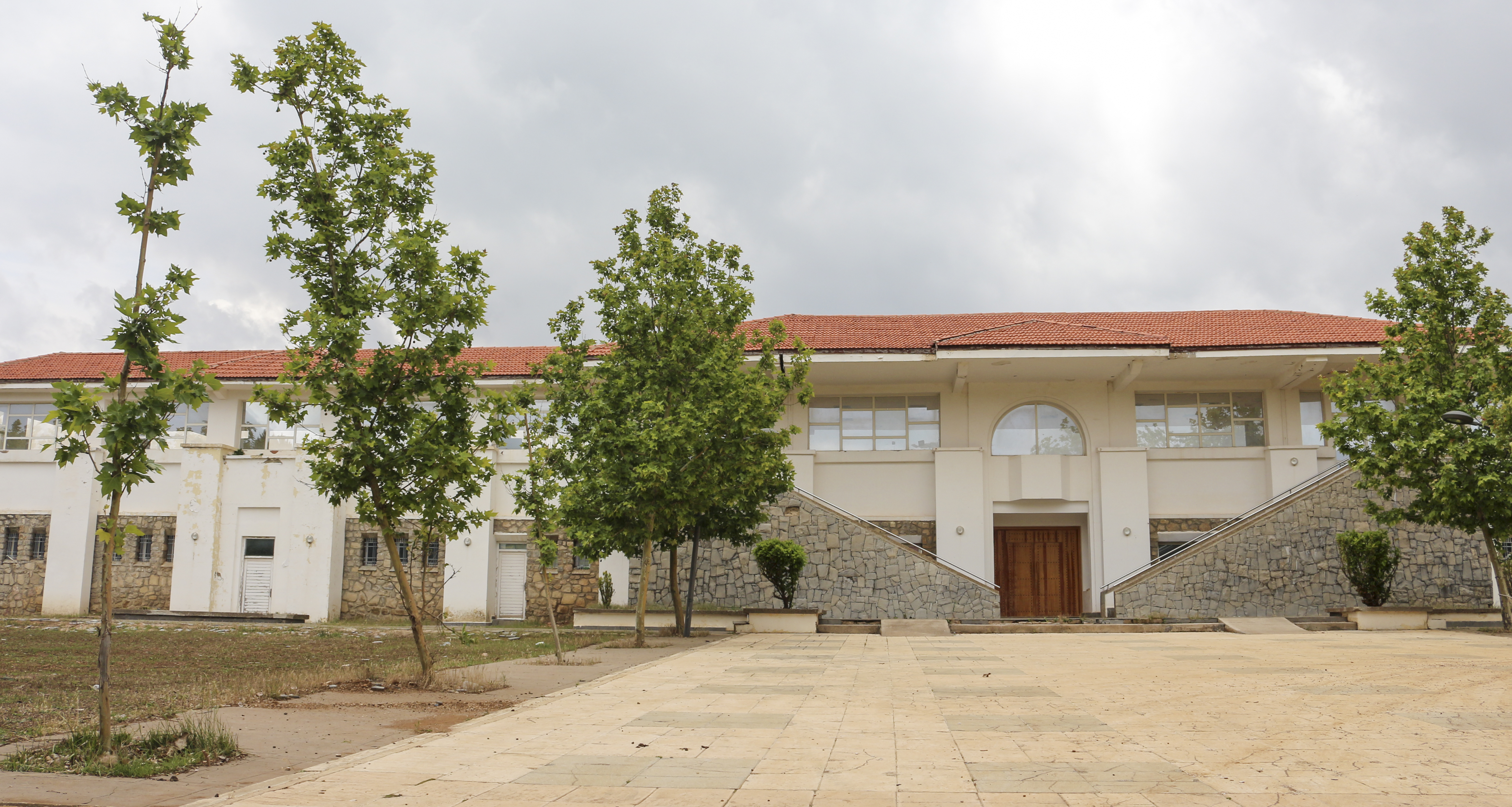
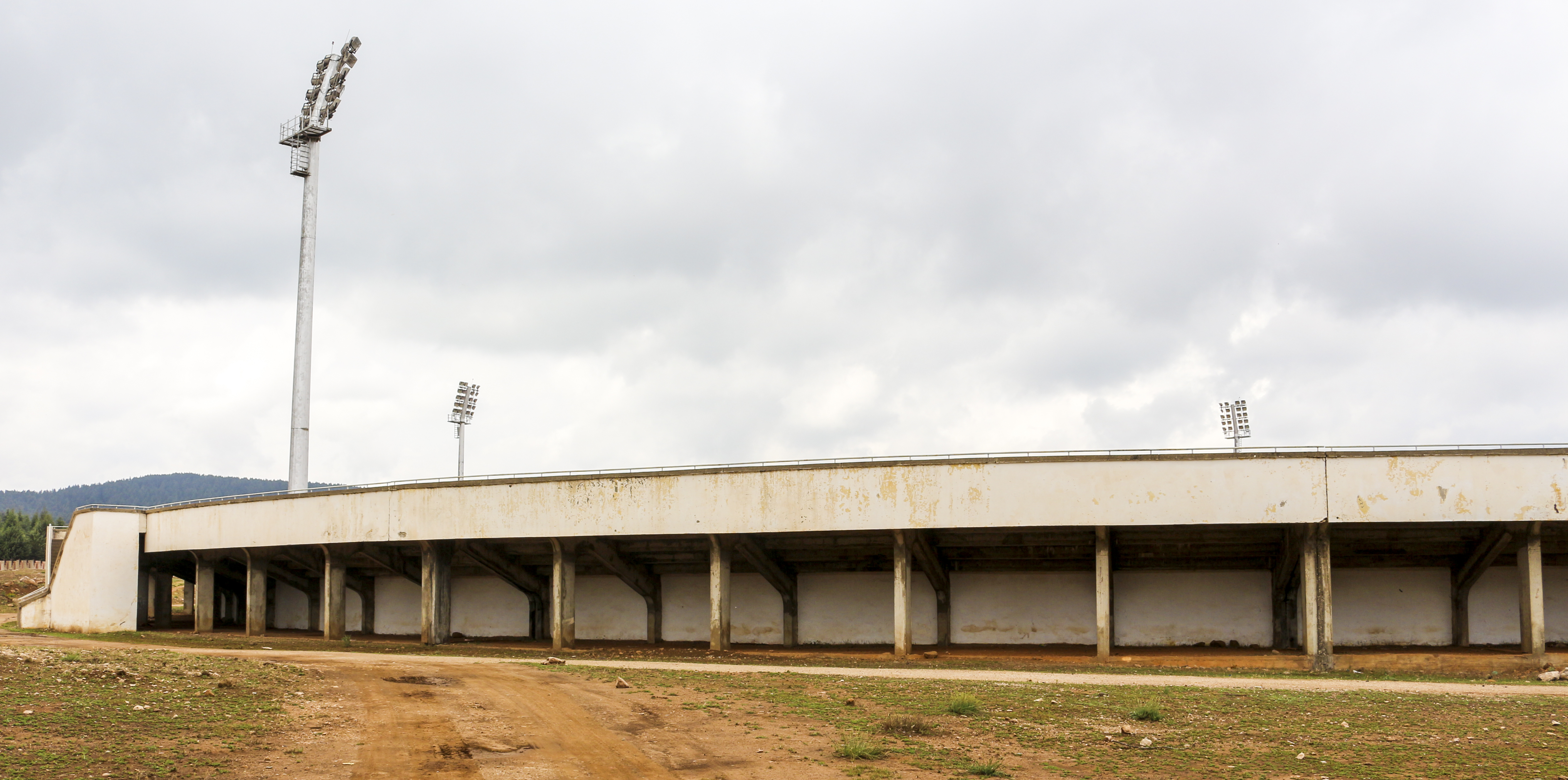
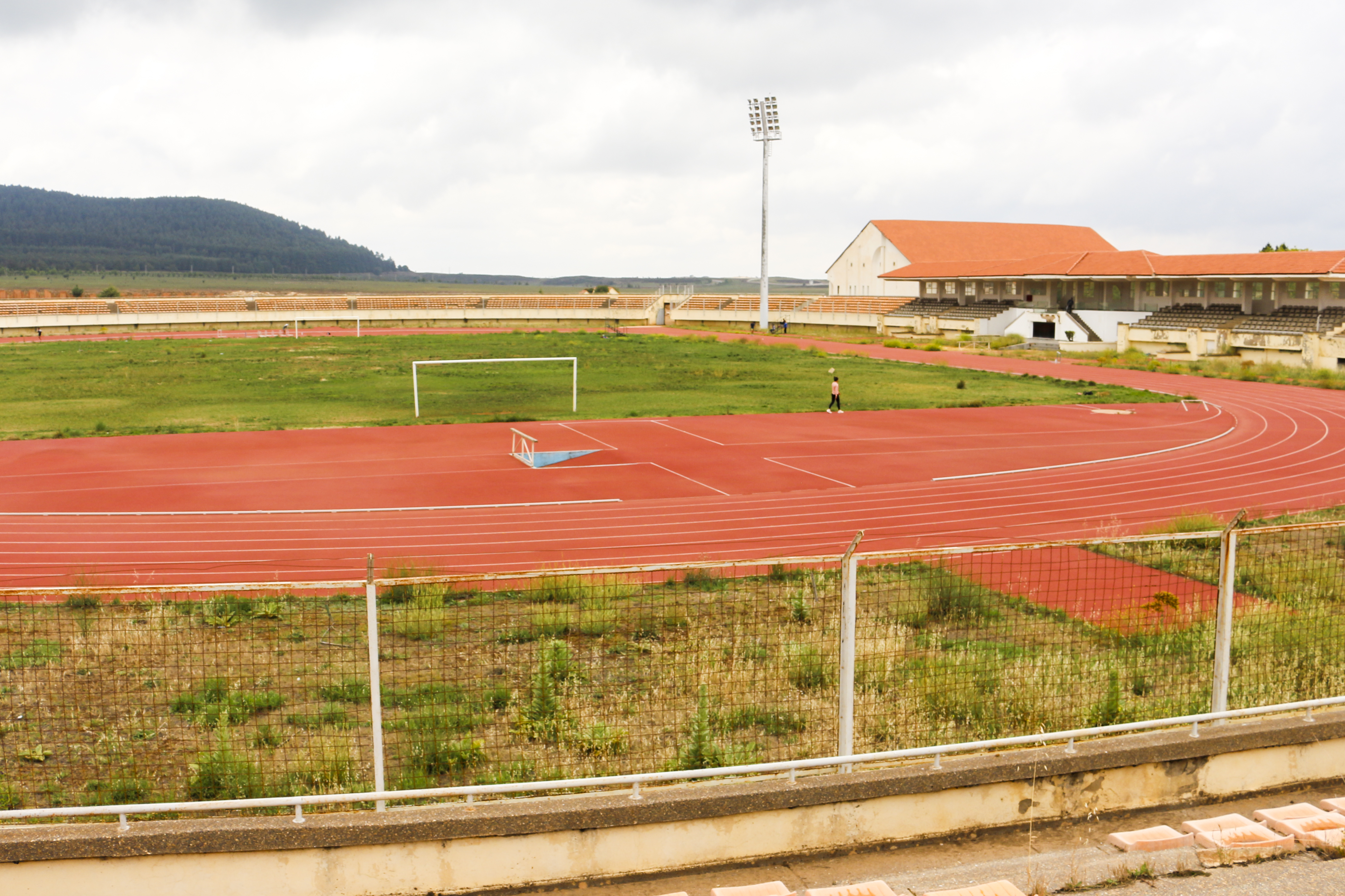
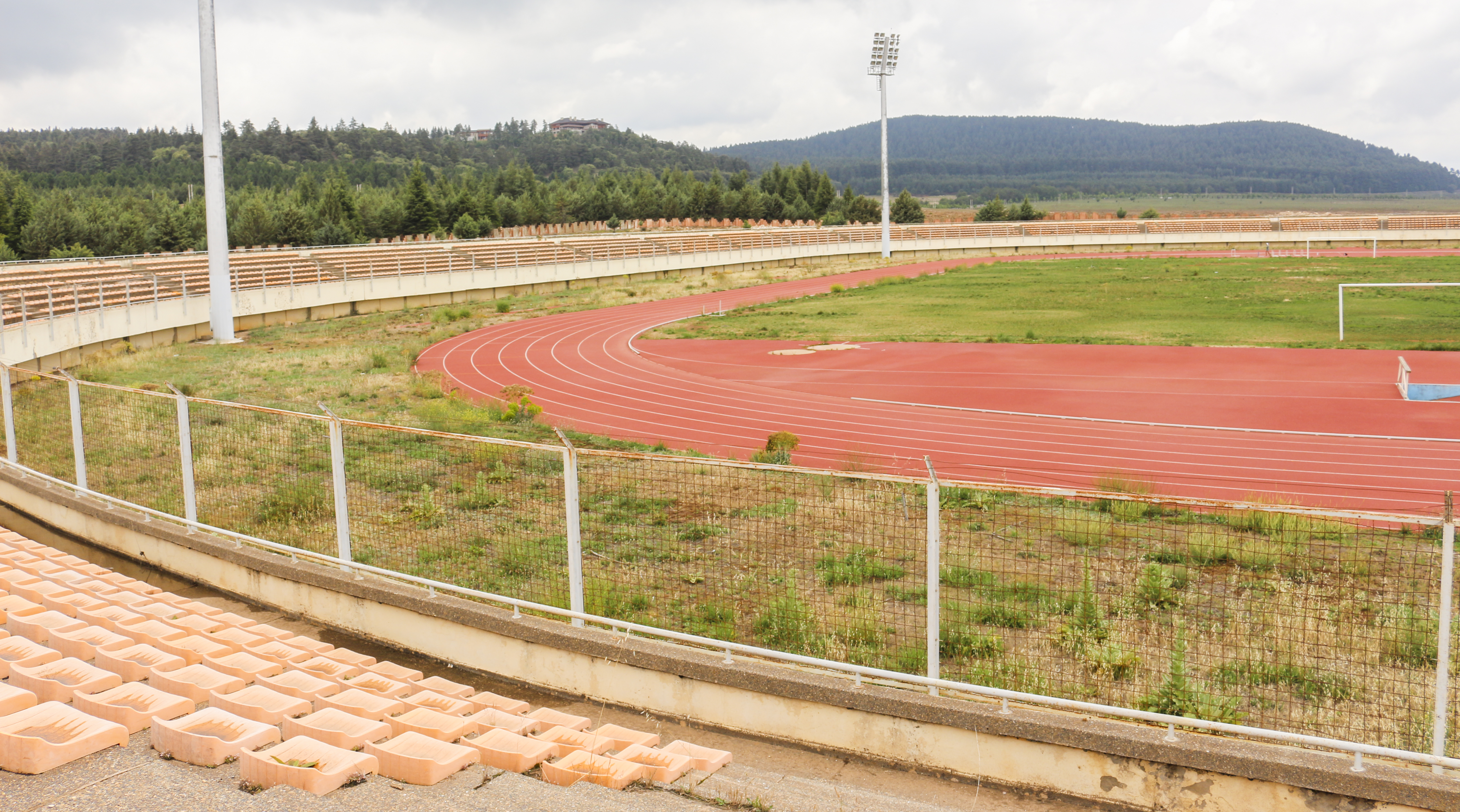
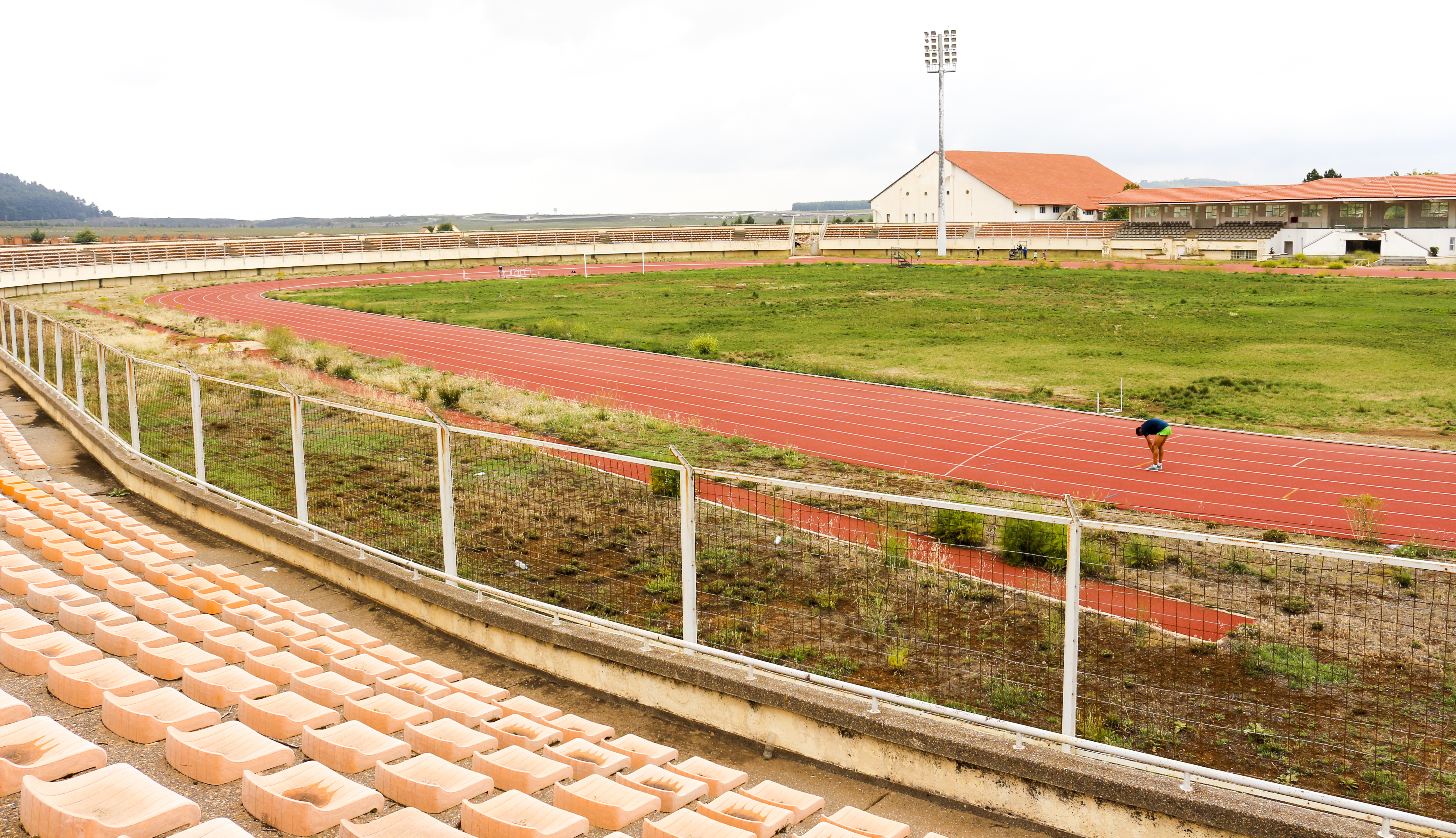

## المرافق[1]
- مركز صحي رياضي
- قاعتان للترويض الرياضي
- قاعة للترويض الطبي أو التدليك
- حمامات
- 48 غرفة مخصصة للكبار
- 96 غرفة مخصصة للشبان
- مكتبة
- مطعم
- مساحة للترفيه
- مقر تقني
- مسكنان وظيفيانحلبة الأكاديمية
- إدارة.
- حلبة مطاطية

## الإنجازات
أكاديمية محمد السادس الدولية لألعاب القوى بإفران تستقبل دوريا المنتخب المغربي لألعاب القوى من أجل الإستعداد للمشاركة في البطولات الدولية، كما اتوجه الدعوة للرياضيين والرياضايات المغاربة المتميزيين من أجل الإستعداد للبطولات وتطوير أنفسهم، كما هو الحال مع البطل المغربي العداء سفيان البقالي.